# Jan Neyen

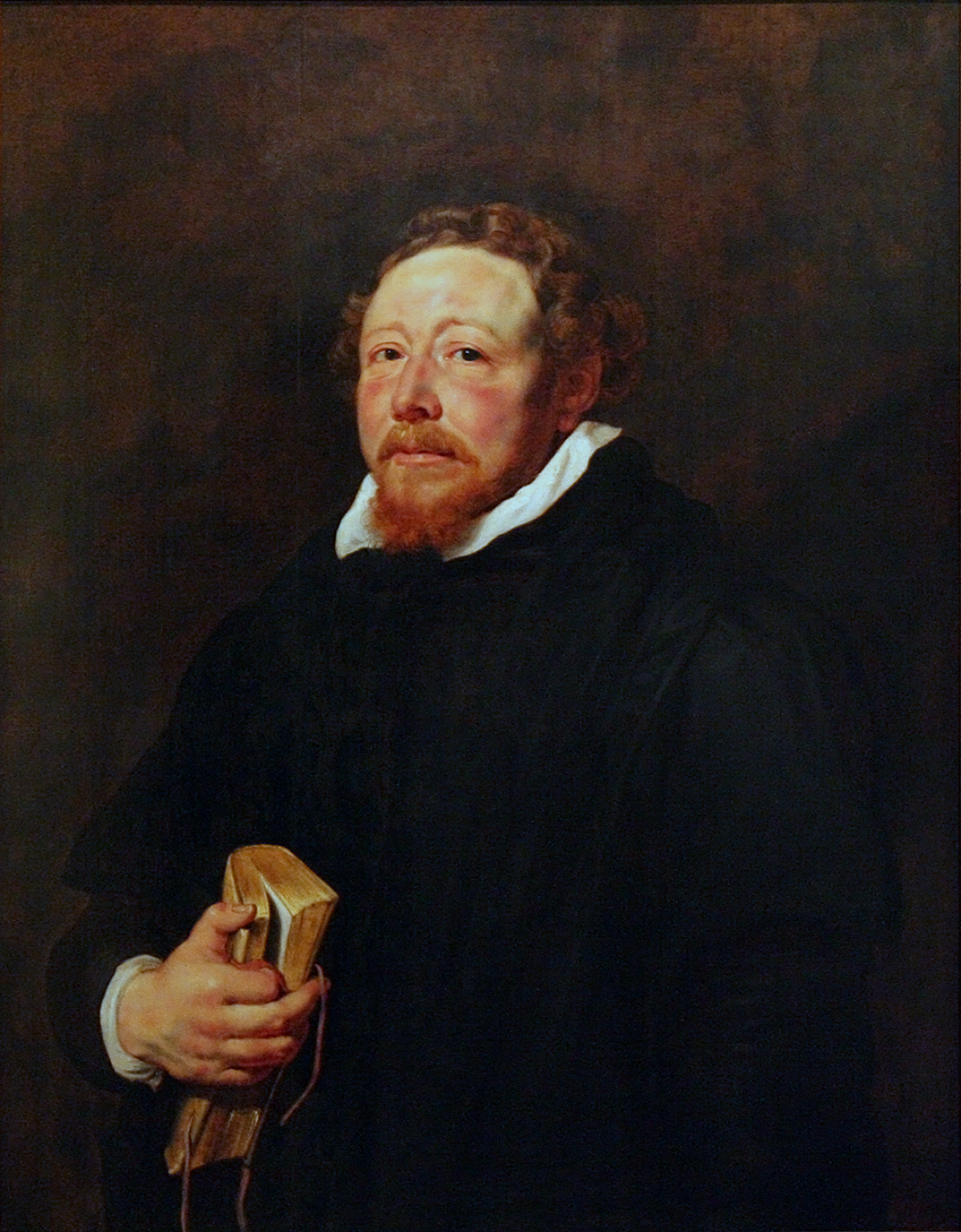
Pater Jan Neyen (Peter Paul Rubens, 1607-1609)

Jan Neyen (Antwerpen, circa 1568 - Spanje, 20 november 1612) was een franciscaans diplomaat uit Antwerpen die betrokken was bij de onderhandelingen over het Twaalfjarig Bestand.
Jan Neyen was protestants opgevoed. Hij voltooide zijn studie in Spanje en werd er op 20-jarige leeftijd katholiek. Hij keerde terug naar Antwerpen en sloot zich in 1590 aan bij de minderbroeders. Neyen werd commissaris-generaal van zes ordeprovincies van de minderbroeders in de Nederlanden en het Duitse Rijk. In 1607 werd hij door aartshertog Albrecht en aartshertogin Isabella naar Den Haag gestuurd om de Zuidelijke Nederlanden te vertegenwoordigen in de onderhandelingen met de Republiek. Deze besprekingen leidden na tweemaal naar Madrid te zijn gereisd uiteindelijk op 9 april 1609 tot het Twaalfjarig Bestand in de Tachtigjarige Oorlog.
Hij overleed in 1612 te Spanje toen hij door de koning voor staatkundige zaken naar Madrid was ontboden.
- Gemeinsame Normdatei: 129641685
- International Standard Name Identifier: 0000 0000 1650 9902
- Virtual International Authority File: 42923176
- WorldCat: E39PBJp68bwHTwJVqFCVYyymVC